# Flughafen Rovaniemi

i7
i11
i13
Der Flughafen Rovaniemi (IATA-Code: RVN, ICAO-Code: EFRO) ist ein Flughafen in Finnisch-Lappland.

## Geschichte

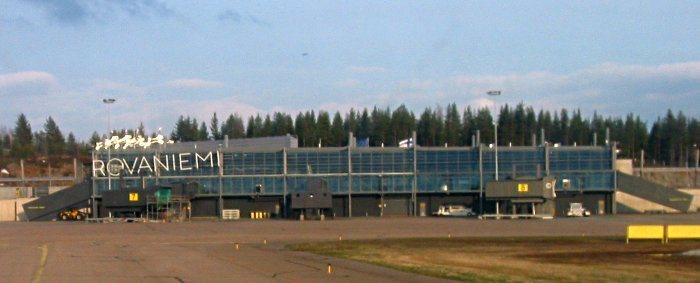

Er befindet sich rund zehn Kilometer nordöstlich des Zentrums der Provinzhauptstadt Rovaniemi. Der Polarkreis verläuft quer durch das Flughafengelände, so dass ihn jedes Flugzeug bei Start und Landung passiert; sein exakter Verlauf durch den Passagierterminal ist durch eine Linie auf dem Fußboden markiert.
Der Flughafen wurde 1940 in Betrieb genommen und zunächst von der Aero O/Y, der Vorgängergesellschaft der heutigen Finnair, als eine der Stationen der „Petsamo-Express-Route“ (Petsamonpikalinja) Helsinki–Tampere–Vaasa–Kokkola–Oulu–Kemi–Rovaniemi–Sodankylä–Petsamo mit Junkers Ju-52 angeflogen.
Im Fortsetzungskrieg gegen die Sowjetunion 1941 lagen hier Verbände der deutschen Luftwaffe, so die IV./Lehrgeschwader 1 mit ihren Junkers Ju 87. Dazu wurde der Flughafen erheblich ausgebaut; zwischenzeitlich besaß er vier Start- und Landebahnen und mehrere Dutzend Hangars. Beim Rückzug der Wehrmacht im Lapplandkrieg fiel wie die gesamte Stadt Rovaniemi auch deren Flughafen der Politik der verbrannten Erde zum Opfer und wurde vollständig zerstört.
Der Wiederaufbau begann 1948, 1953 konnte das neue Flughafengebäude eingeweiht werden. Durch den Wiederaufbau der Stadt Rovaniemi und die Verlagerung der nordfinnischen Flugsicherung von Kemi an den Flughafen Rovaniemi gewann der Flughafen rasch an Bedeutung.
1980 wurde zudem das Fliegerkommando Lappland der finnischen Luftwaffe (Lapin lennosto) von Tikkakoski nach Rovaniemi verlegt und ein eigener Militärkomplex auf der dem Passagierterminal entgegengesetzten Seite der Startbahn erbaut; die Startbahn wurde zudem von 2500 auf 3000 m verlängert. Neben einer Kampfstaffel F/A-18C/D ist hier auch eine Flugstaffel des finnischen Grenzschutzes stationiert.
Im September 2023 begannen auf dem militärischen Bereich die im Hinblick auf die Stationierung der F-35A erforderlichen Baumaßnahmen.

## Militärischer Flugplatzabschnitt
Im nördlichen Teil des Flughafens hat die finnische Luftwaffe (Ilmavoimat) Unterstände, Standflächen und Lagerräume ausgebaut. Dort ist auch das Laplandkommando untergebracht. Es sind drei Staffeln (Lentolaivue 1 und Lentolaivue 2 mit F/A-18 Hornet und Lentolaivue 4 mit Verbindungsflugzeugen) stationiert. Nordwestlich sind hinter einem Hügel zwei Rampen als Ein- und Ausgänge zu einer unterirdischen Flugzeugkaverne verborgen.